# David et Jonathas
David et Jonathas (česky David a Jónatan, H.490) je francouzská opera (tragédie lyrique, přesněji označována jako příklad tragédie biblique) od Marc-Antoine Charpentiera. Premiéru měla 28. února 1688 na Lyceu Ludvíka Velikého v Paříži. Libreto sepsal otec François de Paule Bretonneau, SJ.
Pro svou popularitu byla opera opakovaně uváděna zejména v jezuitských kolejích v letech 1706, 1715 a 1741. V USA měla premiéru roku 2005 v Baltimore, v Austrálii v roce 2009. V roce 2012 byla pořízena filmová nahrávka scénického provedení na festivalu Aix-en-Provence Festival pod vedením Williama Christie a Andrease Homokiho.

## Charakteristika
Příběh opery je založen na biblické předloze. Jedná se o část 1. knihy Samuelovy, opírající se o rozsáhlý příběh krále Saula, jeho syna Jónatana a Davida. Opera vznikla v období, kdy Charpentier pracoval pro řád jezuitů.

## Historie
Přes svou popularitu a několikeré uvedení v 18. století upadla opera do zapomnění a byla v úplnosti hrána až v roce 1981 v Lyonské opeře. Od té doby byla uvedena již několikrát, avšak ve většině nastudování pouze v koncertní podobě.

## Role
| Role                         | Hlas             |
| ---------------------------- | ---------------- |
| Jónatan                      | chlapecký soprán |
| David                        | haute-contre     |
| Pýthie, čarodějnice z Endoru | haute-contre     |
| Joadab                       | tenor            |
| Saul                         | baryton          |
| Achis                        | bas              |
| Samuelův duch                | bas              |

1. ↑  V některých verzích je uváděna jako "Joábel"